# مرکز خرید دالما گاردن
دالما گاردن (ارمنی: Դալմա Գարդեն Մոլ) یک مرکز خرید در شهر ایروان، ارمنستان است.
این مرکز خرید که در نزدیکی یادمان نسل‌کشی ارمنی‌ها قرار دارد در حدود سال ۲۰۰۹ شروع به ساخت و در اکتبر ۲۰۱۲ میلادی توسط سرژ سرکیسیان، رئیس‌جمهور ارمنستان تأسیس شده‌است.
برندهایی همچون زارا، مارکس اند اسپنسر، تاپ‌شاپ، پل اند بیر و ماسیمو دوتی در دالما گاردن نمایندگی دارند.

## نگارخانه

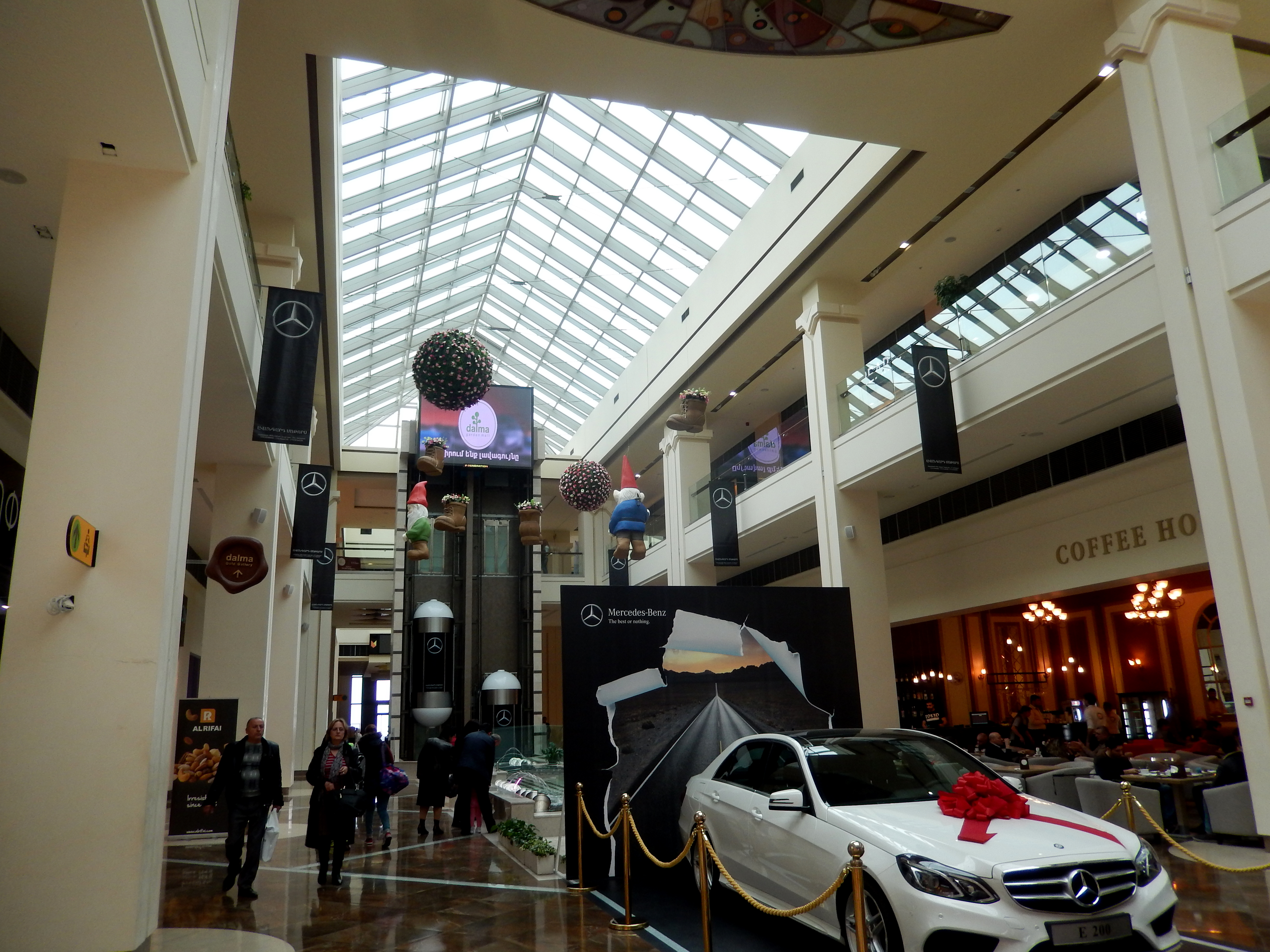
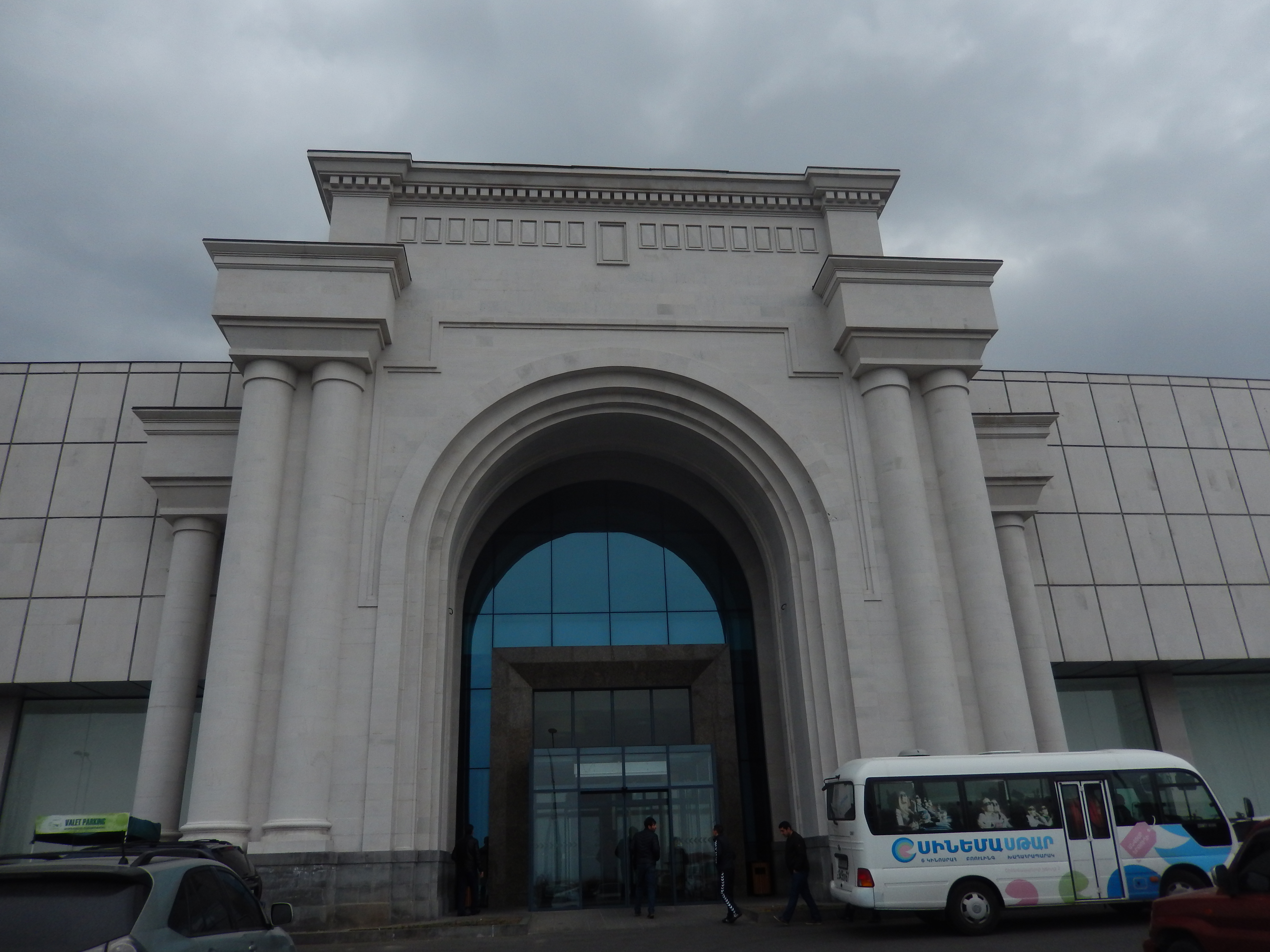